# Gynoplistia lobulifera
Gynoplistia lobulifera là một loài ruồi trong họ Limoniidae. Chúng phân bố ở miền Australasia.